# Ачинтья
Ачи́нтья (санскрит: अचिन्त्य, «немыслимое», «непредставимое»), также известный как Sang Hyang Widhi Wasa (бали: «Божественный порядок») и Sang Hyang Tunggal («Божественное единство») является Верховным Богом индонезийского индуизма (официально известного как Агама индуистской дхармы), особенно на острове Бали. Ачинтья эквивалентен метафизической концепции Брахмана индийского индуизма и является Верховным Богом в традиционном театре ваянг (театр теней). В балийском индуизме все боги, богини и всё сущее считаются проявлением Ачинтья.

## Роль
Ачинтья соответствует относительно недавно проявившейся на Бали тенденции к монизму, согласно которой существует одно высшее божество, а все другие боги являются лишь его проявлениями. Ачинтья — это пустота, и он считается источником Вселенной и всех других божеств.
Он часто ассоциируется с богом солнца и изображается окружённым пламенем в человеческом обличье. Его нагота выражает «освобождение сознания от чувственных стремлений».
Молитвы и подношения не обращены непосредственно Ачинтье, но к проявлениям этого божества. Он часто даже не представлен в виде конкретной фигуры, и в этом случае его символизирует пустой трон на вершине колонны (падмасана, букв. «трон лотоса») в балийских храмах.
Введение падмасаны как алтаря Всевышнего Бога, был результатом реформации индуизма в XVI веке во главе с Данг Хьянг Нирартом, священником царя Гельгеля Бату Ренггонга (Batu Renggong, также Waturenggong), в то время, когда ислам распространялся с запада через Яву. Данг Хьянг Нирарта строил храмы на Бали и сооружал Падмасаны в храмах, которые он посетил.

## Политические аспекты
После окончания Второй мировой войны и войны за независимость Индонезии Республика Индонезия приняла политическую философию Панча Силы (буквально «Пять принципов»), которая допускает свободу вероисповедания. Статут, однако, требует, чтобы данная религия была монотеистической, то есть основывалась на вере в единого всемогущего божества. В рамках этой системы признаны шесть религий: ислам, буддизм, католицизм, протестантизм, индуизм и, позднее, конфуцианство. Чтобы соответствовать правилам, балийские индуисты чувствовали необходимость усилить монотеистический компонент веры, тем самым усиливая роль Ачинтья. Чтобы сослаться на него, они выбрали термин Sang Hyang Widhi Wasa («Всемогущий Бог»), который, хотя и был придуман в 1930-х годах протестантскими миссионерами для описания христианского Бога, считался хорошо приспособленным для описания верховного божества индусов. В настоящее время это имя чаще всего используется балийцами.